# Humoresque (film, 1920)
Pour les articles homonymes, voir Humoresque (homonymie).
Pour plus de détails, voir Fiche technique et Distribution.
Humoresque est un film muet américain, réalisé par Frank Borzage, sorti en 1920.

## Synopsis
Mama Kantor est comblée car son jeune fils Leon montre un grand talent pour le violon. Après des années de pratique, Leon, devenu adulte, est devenu un violoniste renommé, ce qui lui permet de faire déménager sa famille du ghetto juif vers les beaux quartiers. Il demande en mariage la camarade de jeux de son enfance, Minnie Ginsberg, maintenant connue sous le nom de Gina Berg. Alors qu'il est au faîte de sa carrière, la guerre est déclarée. Leon s'engage et est envoyé en France où il est sérieusement blessé au bras droit. Convaincu qu'il est handicapé à vie et ne sera plus capable de jouer, Leon rompt ses fiançailles avec Gina. Le cœur brisé, la jeune femme s'évanouit et Leon, se précipitant pour la retenir, l'attrape dans ses bras. Réalisant que sa force est revenue, Leon prend son violon et commence à jouer.

## Fiche technique
- Titre original et français : Humoresque
- Réalisation : Frank Borzage
- Scénario : Frances Marion, d'après la nouvelle éponyme de Fannie Hurst
- Photographie : Gilbert Warrenton
- Musique : Hugo Riesenfeld
- Production : William Randolph Hearst
- Société de production : Cosmopolitan Productions
- Société de distribution : Famous Players-Lasky Corporation
- Pays de production :  États-Unis
- Langue : anglais
- Format : Noir et blanc - 35 mm - 1,37:1 - Muet
- Genre : drame
- Durée : 6 bobines (60 ou 76 minutes selon les sources)
- Dates de sortie : 
  - États-Unis : 30 mai 1920 ((en) Criterion Theatre à New York)
  - France : 20 octobre 1922[1]

## Distribution

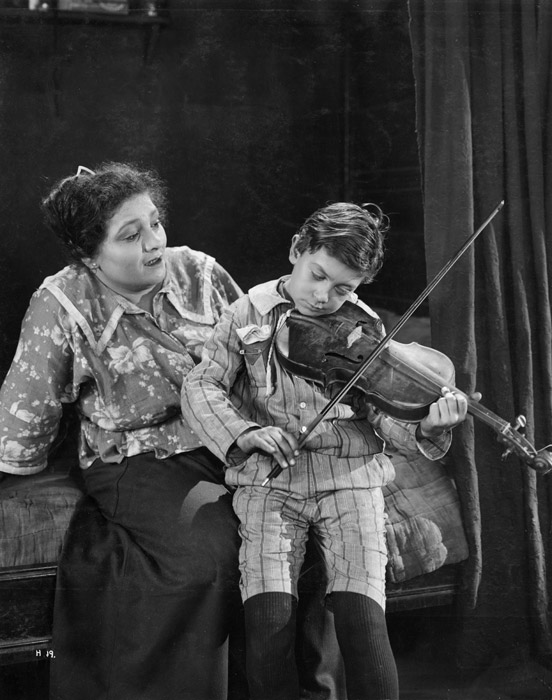
Mama Kantor et Bobby Connely dans une scène du film.

- Gaston Glass : Leon Kantor, adulte
- Vera Gordon : Mama Kantor
- Alma Rubens : Gina Berg
- Dore Davidson : Abraham Kantor
- Bobby Connelly : Leon Kantor, enfant
- Helen Connelly : Esther Kantor, enfant
- Ann Wallick : Esther Kantor, adulte
- Sidney Carlyle : Mannie Kantor
- Joseph Cooper : Isadore Kantor, enfant
- Maurice Levigne : Isadore Kantor, adulte
- Alfred Goldberg : Rudolph Kantor, enfant
- Edward Stanton : Rudolph Kantor, adulte
- Louis Stearns : Sol Ginsberg
- Maurice Peckre : Boris Kantor
- Ruth Sabin : Mme Isadore Kantor
- Frank Mitchell
- Miriam Battista : Minnie Ginsberg

## Galerie

Images tirées du film
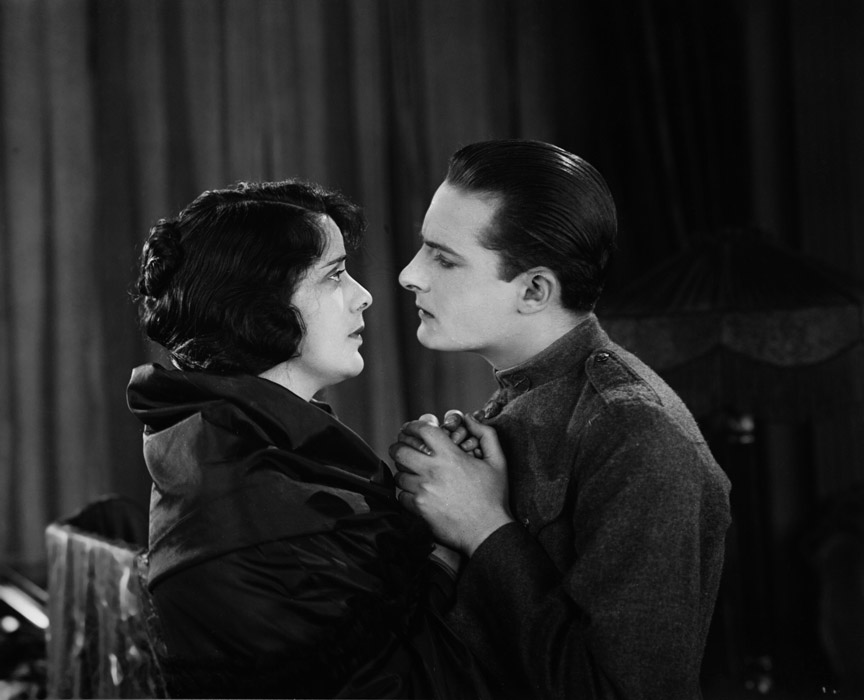
Alma Rubens et Gaston Glass dans Humoresque
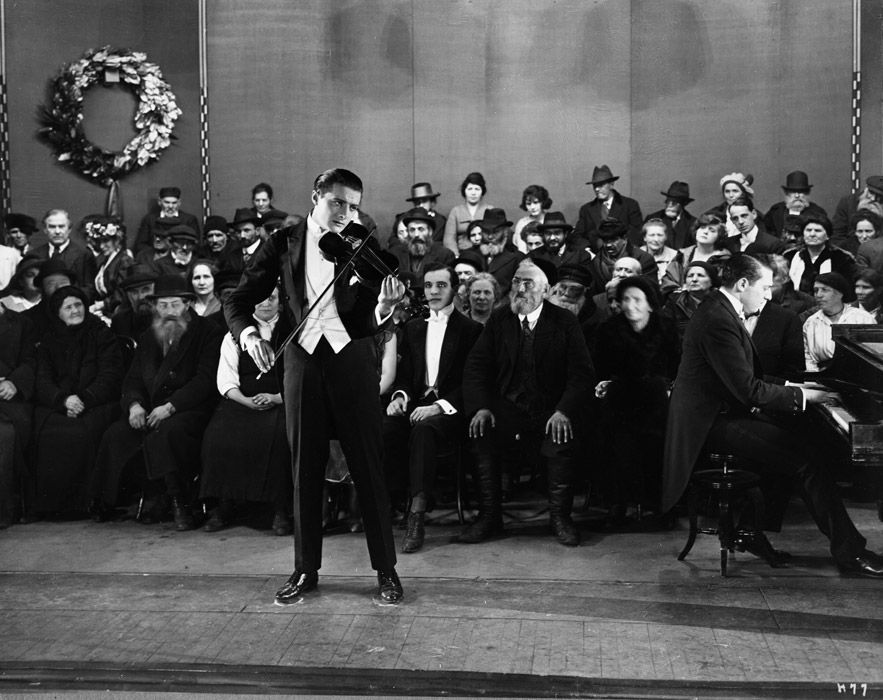
Gaston Glass (Leon Kantor), au violon
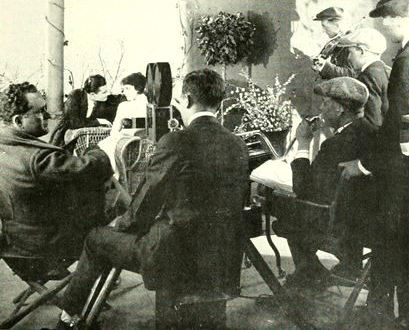
Photo de tournage, avec le réalisateur Frank Borzage.
- Le film (durée 1 h 11).